# 壬生朝業
壬生 朝業（みぶ ともなり）は、鎌倉時代の御家人。壬生氏の祖とされる。

## 略歴
横田頼業の曾孫にあたる。下野国都賀郡壬生郷を支配し、壬生氏を創始したとされる。
壬生氏の一族は横田氏同様「業」を世襲していたが、戦国時代に入ると朝業の末裔とされる壬生胤業は惣領の下野宇都宮氏に臣従し、胤業の子以降は宇都宮氏当主から「綱」を拝領し、以降通字として世襲した。